# لجنة المناظرات الرئاسية
لجنة المناظرات الرئاسية (CPD) هي منظمة غير ربحية تأسست في عام 1987 تحت رعاية مشتركة من الحزبين الديمقراطي والجمهوري في الولايات المتحدة. تنظم هذه اللجنة وتنتج المناظرات للمرشحين الرئاسيين ونوابهم وتقوم بأبحاث وأنشطة تعليمية تتعلق بالمناظرات. بين عامي 1988 و2020، نظمت جميع مناظرات الانتخابات العامة الرئاسية.
في عام 2024، تجاوزت حملات المرشحين الرئاسيين المحتملين من الحزبين الرئيسيين، الديمقراطي جو بايدن والجمهوري دونالد ترامب، لجنة المناظرات الرئاسية، والتزمت بإجراء مناظرتين خارج نطاقها. عندما حلت نائبة الرئيس كامالا هاريس محل بايدن كمرشحة ديمقراطية بعد المناظرة الأولى، حافظت هي وترامب على الالتزام بالمناظرة الثانية خارج نطاق لجنة المناظرات الرئاسية.

## التاريخ

### المناظرات المنظمة بواسطة لجنة المناظرات الرئاسية
أُقيمت أولى المناظرات الرئاسية المتلفزة بين ريتشارد نيكسون وجون ف. كينيدي خلال حملة 1960. لم تُعقد أي مناظرات في الانتخابات العامة لعام 1964، ورفض نيكسون المشاركة في أي مناظرة في عامي 1968 و1972. بدءًا من انتخابات 1976، رعت رابطة النساء الناخبات المناظرات المتلفزة بين جيرالد فورد وجيمي كارتر، تلتها مناظرات جون ب. أندرسون ورونالد ريغان وكارتر–ريغان لانتخابات 1980، ومناظرة ريغان–والتر مونديل في عام 1984.

### التأسيس
بعد دراسة عملية الانتخابات في عام 1985، أوصت اللجنة الوطنية الثنائية حول الانتخابات "[بتسليم رعاية المناظرات الرئاسية إلى الحزبين الرئيسيين]". تأسست لجنة المناظرات الرئاسية في عام 1987 برئاسة الحزبين الديمقراطي والجمهوري "لأخذ السيطرة على المناظرات الرئاسية". كانت اللجنة مؤلفة من أعضاء من الحزبين ورؤسائها هم رؤساء الحزبين الديمقراطي والجمهوري، بول ج. كيرك وفرانك فاهرينكوف. في مؤتمر صحفي عام 1987 للإعلان عن إنشاء اللجنة، قال فاهرينكوف إن اللجنة لن تشمل على الأرجح مرشحين من أحزاب ثالثة في المناظرات، وأعرب كيرك عن اعتقاده الشخصي بأنه يجب استبعادهم.
في عام 1988، انسحبت رابطة الناخبات من رعاية المناظرات بعد أن اتفقت حملتا جورج بوش الأب ومايكل دوكاكيس سراً على "مذكرة تفاهم" تحدد أي المرشحين يمكنهم المشاركة في المناظرات.

### تنسيق المناظرة والمواقع
رعت CPD المناظرات في جميع الانتخابات الرئاسية منذ عام 1988 حتى عام 2020. كانت مدة المناظرات 90 دقيقة، دون انقطاع تجاري.
من بين 33 مناظرة التي أُجريت تحت رعايتها، أُقيمت 30 منها في حرم الجامعات. استضافت جامعة واشنطن في سانت لويس المزيد من المناظرات الرئاسية ونوابها أكثر من أي مؤسسة أخرى.

### الانتخابات الرئاسية لعام 2024
في يناير 2022، حذرت اللجنة الوطنية الجمهورية (RNC) CPD بأنها تخطط لتعديل قواعد الحزب الجمهوري لمنع المرشحين الجمهوريين للرئاسة من حضور المناظرات التي ترعاها CPD. مررت RNC بالإجماع التعديل للانسحاب من CPD في أبريل 2022.
في نوفمبر 2023، أعلنت CPD عن خططها لتواريخ ومواقع مناظرات الانتخابات الرئاسية لعام 2024، مع ثلاث مناظرات رئاسية (عقدت في 16 سبتمبر و1 أكتوبر و9 أكتوبر) ومناظرة واحدة لنائب الرئيس (عقدت في 25 سبتمبر). ومع ذلك، انتقدت حملات كل من الرئيس جو بايدن ومنافسه السابق دونالد ترامب خطط CPD، بما في ذلك بشأن التنسيق والتوقيت (أي المخاوف المتعلقة بأن المناظرات ستُعقد متأخرة جداً في موسم الحملة).
في مايو 2024، توصلت حملات بايدن وترامب إلى اتفاق لتجاوز CPD والمشاركة في مناظرتين (على سي إن إن في 27 يونيو وعلى ABC في 10 سبتمبر)، مما أدى إلى كسر تقليد طويل الأمد للمناظرات المنظمة تحت رعاية CPD، مما يثير الشكوك حول مستقبل CPD. وفي 24 يونيو 2024، أعلنت CPD أنها "تأسف" لإطلاق سراح المواقع التي اختارتها لمناظرته لعام 2024 من عقودها، مضيفةً أن "CPD مستعدة لرعاية المناظر إذا تغيرت الظروف".

## القيادة والتمويل
اللجنة هي منظمة غير ربحية، يقودها مجلس إدارة ثنائي الحزبين. وتتمتع بوضع 501(c)(3).
اعتبارًا من عام 2024، كان مناصب الرئاسة المشتركة للجنة يشغلها فرانك فاهرينكوف (رئيس سابق للجنة الوطنية الجمهورية) وأنتونيا هيرنانديز. يشغل فاهرينكوف منصب الرئيس المشترك منذ تأسيس CPD. كان الرئيس المشترك الآخر في الأصل بول ج. كيرك، الابن، الذي شغل منصب رئيس اللجنة الوطنية الديمقراطية. استقال كيرك من CPD في عام 2009، واستبدل بالرئيس المشترك مايكل د. مكوري. استقال مكوري من منصبه في يناير 2017، واستبدل بـدوروثي س. رايدينغز، وهي مديرة سابقة لـمجلس المؤسسات. يحمل كيرك ورايدينغز لقب الرئيس المشترك الفخري. عُيّن كينيث وولاك، الرئيس السابق للمعهد الديمقراطي الوطني، كرئيس مشترك ثالث في عام 2019. اختير هيرنانديز، التي كانت نائبة رئيس CPD سابقًا، كرئيسة مشتركة في عام 2022.
اعتبارًا من عام 2024، يتكون مجلس إدارة اللجنة من ثمانية أعضاء: روي بلانت (سيناتور جمهوري سابق من ميزوري)، تشارلز جيبسون (صحفي تلفزيوني طويل الأمد، سابقًا في ABC News), جون غريفن (المدير الإداري لـ Allen & Co.)؛ القس جون آي. جينكينز (رئيس جامعة نوتردام), مونيكا سي. لوزانو (رئيسة ومديرة تنفيذية لمؤسسة College Futures Foundation), ريتشارد دي. بارسونز (تنفيذي في مجال الكابل), راجيف ج. شاه (رئيس مؤسسة روكفلر ومدير سابق لـ USAID), وأوليمبيا سنو (سيناتور جمهوري سابق من ولاية مين).
تضمنت أعضاء المجلس السابقين جون سي. دانفورث (سيناتور جمهوري سابق من ميزوري), إيفون هاو (مستثمرة ورائدة أعمال), جين هارمان (نائبة ديمقراطية سابقة أصبحت لاحقًا مديرة لمركز وودرو ويلسون) ونيوتن ن. مينوو (عضو سابق في لجنة الاتصالات الفيدرالية خلال إدارة جون ف. كينيدي). تشمل الأعضاء السابقين الآخرين في المجلس شيرلي م. تيلغمان، ريتشارد مو، كي أور، ليون إ. بانيتا، ميتشل دانييلز, وكارولين ب. كينيدي.
جانيت هـ. براون شغلت منصب المديرة التنفيذية لـ CPD منذ تأسيس اللجنة في عام 1987.
تُموّل المناظرات التي تنظمها اللجنة من خلال مساهمات خاصة من المؤسسات والشركات بالإضافة إلى الرسوم من المؤسسات المستضيفة.

## شكاوى الأطراف الثالثة

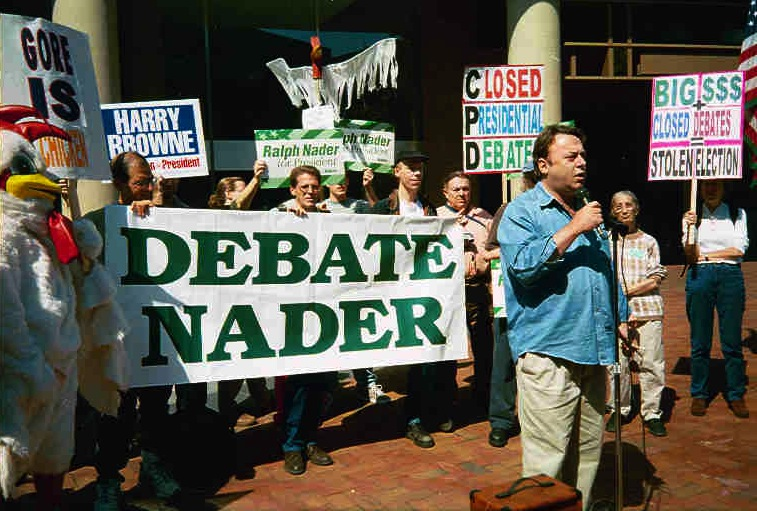
كريستوفر هيتشنز وهو يتحدث في احتجاج للأطراف الثالثة في سبتمبر 2000 في مقر اللجنة

لقد انتقدت الأطراف الثالثة غالبًا استبعاد مرشحيها من المناظرات، بسبب قاعدة CPD (المعتمدة في عام 2000) التي تتطلب من المرشحين الحصول على دعم لا يقل عن 15% عبر خمسة استطلاعات وطنية ليتم دعوتهم إلى المناظرات الوطنية. كان آخر مرشح من خارج الحزبين الرئيسيين يشارك في مناظرة برعاية CPD هو روس بيرو، الذي حصل على نسبة كافية في حملته الرئاسية عام 1992 ليتمكن من مناظرة جورج بوش الأب وبيل كلينتون في جميع المناظرات الثلاث؛ كما شارك رفيق بيرو في الحملة، جيمس ستوكدايل، في مناظرة نائب الرئيس. عندما ترشح مرة أخرى في عام 1996، رُفضت دعوته إلى المناظرات من قبل CPD، حيث اعتُبر مرشح حزب الإصلاح ليس لديه "فرصة واقعية للفوز" في الانتخابات.
رفعت عدة دعاوى قضائية من قبل مرشحي الأطراف الثالثة تتحدى سياسة CPD التي تتطلب من المرشح الحصول على دعم بنسبة 15% في استطلاعات الرأي الوطنية ليتم تضمينه في المناظرات الرئاسية؛ وقد رُفضت جميعها من قبل المحاكم.
في أكتوبر 2004، اعتُقل المرشح الليبرالي مايكل بادناريك ومرشح الحزب الأخضر ديفيد كوب أثناء احتجاجهما ضد CPD لاستبعاد مرشحي الأطراف الثالثة من المناظرات المتلفزة على الصعيد الوطني في سانت لويس، ميزوري. في أكتوبر 2012، اعتُقلت المرشحة الرئاسية للحزب الأخضر جيل ستاين ومرشحة نائب الرئيس تشيري هونكالا بتهمة السلوك غير المنضبط أثناء محاولتهما المشاركة في المناظرة الرئاسية الثانية في جامعة هوفسترا في هيمبستيد، نيويورك.

## الروابط الخارجية
- الموقع الرسمي